# Repenomamus
Repenomamus (letterlijke vertaling: 'kruipborst') is een geslacht van uitgestorven zoogdieren uit de orde Eutriconodonta, dat zo'n 130 miljoen jaar geleden leefde in China tijdens het vroege Krijt. De naam van Repenomamus verwijst naar het feit dat dit dier vrij laag op zijn zijdelings uitstekende pootjes stond. 
In 2000 werd een elf centimeter lange kaak beschreven door Li, Wang, Wang en Li. In januari 2005 werd de vondst bekendgemaakt van twee meer complete fossielen die aan twee verschillende soorten worden toegeschreven: R. robustus Li et al., 2000, en een nieuwe soort, R. giganticus Hu, Meng, Wang & Li, 2005. De vondst was om drie redenen opmerkelijk:
- Het betrof in beide gevallen een vrijwel volledig skelet; zoogdierskeletten uit het Mesozoïcum zijn een uiterste zeldzaamheid. We kunnen de evolutie van de zoogdieren in die periode over het algemeen alleen nagaan door het vergelijken van individuele tanden of soms een hele kaak. Het skelet kwam uit de provincie Liaoning waar ook de bekende gevederde dinosauriër-fossielen vandaan komen. De lagen daar staan bekend om hun ongemeen groot conserverend vermogen. Een eerder vrijwel compleet zoogdier uit die formatie was Eomaia, het oudst bekende placentale zoogdier.
- Beide vormen zijn, zoals de soortnamen al aangeven, voor zoogdieren uit die periode uitzonderlijk groot. R. giganticus is het grootste goed bekende zoogdier uit de tijd van de dinosauriërs, die naar men algemeen aanneemt de evolutie van grotere zoogdiervormen verhinderd hebben. Die theorie moet nu wat genuanceerd worden want Repenomamus giganticus werd zo een meter lang. De meeste andere zoogdieren hadden typisch de lengte van een spitsmuis en wogen ruim een gram - Repenomamus was met een gewicht van 15 kg meer dan tienduizend keer zo zwaar. Overigens was het buideldier Didelphodon uit het Laat-Krijt van vergelijkbare grootte.
- Repenomamus was gezien zijn gebitsvorm een roofdier en een nader bewijs daarvan werd geleverd door het aantreffen van het skelet van een jonge 14 cm lange Psittacosaurus in de buik van het fossiel van R. robustus. Dit leidde tot persberichten als: 'Zoogdier at dinosauriërs'.